# Arămoaia, Neamț
Arămoaia este un sat în comuna Tupilați din județul Neamț, Moldova, România.
 Acest articol despre o localitate din județul Neamț este deocamdată un ciot. Puteți ajuta Wikipedia prin completarea lui.